# Поливальная машина
Поливальная машина — специальный автомобиль коммунального хозяйства, который в летнее время избавляет улицы от пыли и грязи.
Существует две основных разновидности поливальных автомобилей: одни являются только поливальными, а у других есть также набор приспособлений для выполнения мойки и чистки. Некоторые модификации поливальных машин снабжаются плужным и щеточным оборудованием, что позволяет использовать их также для чистки дорог и зимой для уборки снега. Иногда такие модели имеют также средства посыпки покрытия инертными веществами.
Поливальная машина имеет цистерну, из которой вода поступает к центробежному насосу, после чего проходит этап фильтрации, а затем направляется по трубопроводу к рабочим насадкам. Наиболее современные модели поливальных машин имеют сложные системы распределения воды между несколькими рабочими секторами: одна часть может отвечать за полив дороги, другая — за орошение зеленых насаждений, а третья выполняет очистку поверхности.
Одним из ключевых рабочих показателей поливальных автомобилей являются характеристики цистерны. Например, поливомоечная машина на базе ЗИЛ-130 имела цистерну объёмом 6 м3.
Поливальные автомобили также могут использоваться в качестве пожарных и для перевозки воды для обслуживания объектов, удаленных от коммунальной инфраструктуры.